# Dinou
El dinou, denou, dènou o dèneu, és el nombre natural que segueix el divuit i precedeix el vint. S'escriu 19 en xifres àrabs, XIX en les romanes i 十九 en les xineses.
Propietats matemàtiques:
El 19 és el vuitè nombre primer, després del 17 i abans del 23. La seqüència segueix amb 29, 31, 37...
També és un nombre de Keith, ja que apareix a la seqüència de Fibonacci començada pels seus dígits en base 10: 1, 9, 10, 19...
El dinou és un nombre hexagonal centrat, i un nombre octaèdric.

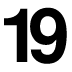
Dinou

Ocurrències del dinou:
- És el nombre atòmic del potassi.[3]
- El nombre d'àngels que vigilen l'infern segons l'Alcorà.
- Designa l'any 19 i el 19 aC.